# Eddie Cochran
Edward Ray Cochrane (Albert Lea, Minnesota, 3 d'octubre de 1938 - Bath, Somerset, Anglaterra, 17 d'abril de 1960) va ser un músic de rock estatunidenc.

## Biografia
Eddie Cochran va néixer i va créixer a Albert Lea, Minnesota. Va començar la seva carrera musical el 1955 amb un amic anomenat Hank Cochran, que seria més tard un lletrista de música country. Malgrat el cognom comú, no existia entre ells cap llaç de parentiu. El duo va gravar com "The Cochran Brothers" sobretot material country, encara que van registrar bons exemples de rockabilly primitiu en temes com "Fool's paradise", "Latch on" o "Tired and sleepy". És per aquesta època quan Eddie va començar a treballar com a músic de sessió i a escriure les seves pròpies cançons. La seva trobada amb Jerry Capehart, el seu futur mánager i productor, va significar un gran impuls per a la seva carrera en solitari. Amb ell va gravar la seva primera maqueta amb la qual va aconseguir un contracte amb Liberty records.
Va debutar com a solista en 1956 amb el senzill Skinny Jim, un bon tema que va fracassar comercialment. Aquell mateix any, Boris Petroff li va preguntar si voldria aparèixer en la pel·lícula The Girl Can't Help It. Eddie hi va accedir i va cantar-hi una cançó titulada Twenty-Flight Rock que, malgrat tenir totes les característiques dels èxits del moment, no va ser promocionada, encara que posteriorment es va convertir en un clàssic del rock and roll versionada per molts artistes. El 1957, Cochran va tenir el seu primer èxit, Sittin in the Balcony, una de les seves poques cançons escrites per un altre (concretament John D. Loudermilk). Durant aquest any va aconseguir també alguns èxits locals amb els temes Jeannie, Jeannie, Jeannie i Cut across Shorty. El seu so en aquells dies no s'allunya massa del ressò i la reverberació del rockabilly, sent considerat per molts aficionats com un dels puntales del gènere. No obstant això, Cochran és molt més recordat a nivell popular per una cançó escrita per ell mateix, Summertime Blues, que ajudaria a modelar el futur del rock de finals dels anys 1950 i principis dels 60, tant líricament com musicalment. En ella ens ofereix una nova visió sonora del rock and roll, amb la veu més esquinçada i el so de la seva guitarra decididament més metàl·lic, que el portaria al #9 de les llistes pop del Billboard. Després de l'èxit de Summertime blues la curta carrera de Cochran va incloure solament uns pocs èxits més, com ara C'mon Everybody, Somethin' Else, i ja mort, My Way (que no ha de confondre's amb el tema atribuït a Paul Anka), (i que en realitat només és una cançó popular adaptada a l'anglès per Paul Anka, basada en la cançó francesa Comme d'habitude, escrita per Claude François i Jacques Revaux amb lletra en francès de Claude François i Gilles Thibaut), Weekend, Nervous Breakdown, i el seu pòstum #1 a Gran Bretanya, Three Steps to Heaven.
La desaparició al febrer de 1959, en accident aeri, de Ritchie Valens, The Big Bopper i Buddy Holly, de qui era amic personal dels tres, el va enfonsar en una profunda depressió que el va acompanyar fins a la seva pròpia mort. Eddie va registrar una sentida versió del tema "Three stars" en honor dels seus camarades morts.

## Mort
El 16 d'abril de 1960, va sofrir un accident de trànsit a Chippenham, en estavellar-se el seu cotxe contra un fanal, i va morir a l'hospital St. Martin's en Bath a les 04:10 PM del diumenge 17 d'abril de 1960. La seva xicota, la cantant i lletrista Sharon Sheeley, i el seu amic íntim i també cantant Gene Vincent, van sobreviure a l'accident. Està enterrat en el cementiri Forest Lawn Cypress en Cypress, Califòrnia.
Després de la seva mort, es llança un àlbum anomenat "My Way" el 1964. The British Label Rockstar Records busca encara avui cançons inèdites i ha tret a la llum molt més material des de principis dels anys 1970 que durant tota la vida del músic.

## Influència
Igual que altres figures del gènere com Elvis Presley, Bill Haley, Chuck Berry, Bo Diddley, Jerry Lee Lewis, Buddy Holly, Fats Domino o Little Richard, la influència de Cochran ha estat enorme, com a compositor i lletrista i també com a músic i innovador en l'estudi. Al costat de Jerry Capehart, va desenvolupar tècniques de doblatge de pistes i recordings. Va gravar un bon nombre d'instrumentals on va deixar constància de la seva categoria com a executant i arranjador, tocant en molts d'ells tots els instruments. Cochran és també conegut per fer universalment famós el seu instrument favorit, la guitarra elèctrica Gretsch 6120.
Explica la llegenda (i pel que sembla ha estat corroborada pel mateix interessat) que quan John Lennon va conèixer Paul McCartney, aquest es va guanyar la seva admiració quan va interpretar una versió de "Twenty-Flight Rock". Entre els artistes influenciats per Eddie es troben The Who, que també van obtenir un hit amb la seva versió de "Summertime blues"; Rod Stewart qui primerencament va interpretar el seu clàssic cut across shorty, Rory Gallagher; Marc Bolan de T. Rex, qui va pintar la seva guitarra Gibson Les Paul usant el disseny de la Gretsch 6129 d'Eddie Cochran; The Rolling Stones, que en el seu àlbum directe "Still live" versionaban el "20th flight rock", o a Brian Setzer, a qui la mare de Cochran va lliurar bona part del seu vestuari, i els seus Stray Cats. El mateix Setzer va encarnar a Eddie Cochran en la pel·lícula "La Bamba" (1987).
Els anys 70 el moviment punk va reconèixer en Eddie un model d'inconformisme i rebel·lia juvenil, i en la pel·lícula "The great rock and roll swindle" (1979), Sid Vicious va interpretar dues versions llegendàries de "C'mon everybody" i "Something else".
En 1987, Eddie Cochran va ser inclòs en el Rock and Roll Hall of Fame.

## Curiositats
- Un fidel espectador que el va seguir per tota Anglaterra durant la seva última gira era un aleshores desconegut guitarrista de Liverpool anomenat George Harrison.

## Discografia
| Any  | Single                                                | Posició | Posició | Posició | Posició |
| Any  | Single                                                | US      | UK      |         |         |
| ---- | ----------------------------------------------------- | ------- | ------- | ------- | ------- |
| 1956 | "Skinny Jim"                                          | -       | -       |         |         |
| 1957 | "Sittin' In The Balcony"                              | 18      | -       |         |         |
| 1957 | "One Kiss"                                            | -       | -       |         |         |
| 1957 | "Drive-In Show"                                       | 82      | -       |         |         |
| 1957 | "Twenty-Flight Rock"                                  | -       | -       |         |         |
| 1958 | "Jeannie, Jeannie, Jeannie"                           | 94      | 30      |         |         |
| 1958 | "Teresa"                                              | -       | -       |         |         |
| 1958 | "Summertime Blues"                                    | 8       | 18      |         |         |
| 1958 | "C'mon Everybody"                                     | 35      | 6       |         |         |
| 1959 | "Teenage Heaven"                                      | 99      | -       |         |         |
| 1959 | "Somethin' Else"                                      | 58      | 22      |         |         |
| 1959 | "Hallelujah! I Love Her So"                           | -       | 22      |         |         |
| 1960 | "Three Steps To Heaven"                               | -       | 2       |         |         |
| 1960 | "Lonely"                                              | -       | 16      |         |         |
| 1960 | "Sweetie Pie"                                         | -       | 38      |         |         |
| 1960 | "Weekend"                                             | -       | 16      |         |         |
| 1960 | "—" significa que no va entrar en les llistes d'èxits |         |         |         |         |